# Marilyn Brain
Pour les articles homonymes, voir Brain.
Marilyn Brain est une rameuse canadienne née le 14 avril 1959 à Halifax.

## Biographie
En quatre avec barreur, elle est vice-championne olympique en 1984 à Los Angeles (avec Jane Tregunno, Angela Schneider, Barbara Armbrust et la barreuse Lesley Thompson-Willie).

## Palmarès

### Jeux olympiques
- Jeux olympiques d'été de 1984 à Los Angeles,  États-Unis
  -  Médaille d'argent en quatre avec barreur